# 宣姜
宣姜（？—？），姜姓，中国春秋時代衛國君夫人，齊僖公的女兒。宣姜的宣字說明他是衛宣公的夫人，姜字是齊国的国姓，宣姜就是衛宣公的姜姓夫人。

## 生平
衛宣公本來為太子公子伋（急子）娶妻子，把宣姜迎娶到衛國。衛宣公見宣姜是個美人，就趁急子出使鄭國的機會，自己把宣姜娶為自己的夫人，之後宣姜生下了公子寿、公子朔兩個兒子。宣姜討厭宣公，想和急子重敘舊緣，被急子拒絕。宣姜由愛生恨，與兒子公子朔共謀向宣公進太子伋的讒言。宣公想廢黜太子伋，立公子寿為太子，於是派太子伋出使齊國，派人冒充盜賊在半路殺了他。
宣姜的長子公子寿密告太子伋，勸他逃離外國。太子伋拒絕了，公子寿只好在太子伋船上請他飲酒，他想代替太子伋受死。他持白旄到了衛国邊境莘地。盗賊見到白旄以為他就是太子伋，於是殺了公子寿。太子伋醒了，赶到一看弟弟的屍體，大哭：“所當殺乃我也。”盜賊又殺了太子伋。
宣公兩個兒子都死了，只好立公子朔為太子。次年（前700年），宣公薨逝，太子朔即位為衛惠公。卫惠公即位后，地位非常不稳固。太子伋和公子寿各有党羽，他们时刻想为两位公子报仇，于是不久发动政变，赶走了卫惠公，立公子伋之弟黔牟为卫国国君。后来衛惠公逃到母親娘家齊國借兵。齐军攻下卫国，赶走卫君黔牟，杀掉了叛乱的右公子职和左公子泄，卫惠公再次上台。
但是卫国国内两公子的党羽势力仍然很强，且人民仍然反衛惠公。为了安抚卫国国人和两公子的势力，齐襄公作主把妹妹宣姜改嫁公子伋的弟弟公子頑（即衛昭伯，衛宣公的庶子），生三子：齊子、公孫申（衛戴公）、公孫燬（衛文公）；二女宋桓公夫人、許穆公夫人。

## 文學
《詩經》有多章諷刺宣姜的詩：
- 《詩·邶·新臺》
- 《詩·邶·二子乘舟》
- 《詩·鄘·君子偕老》
- 《詩·鄘·鶉之奔奔》
- 《詩·鄘·蝃蝀》

## 子女

### 衛宣公
- 公子寿
- 惠公朔，第16、18代衛國君主

### 衛昭伯
- 齊子
- 戴公申，第20代衛國君主
- 文公燬，第21代衛國君主
- 宋桓公夫人（宋襄公的生母）
- 許穆公夫人